# سید حسن واعظ موسوی انزابی
سید حسن واعظ موسوی انزابی (زاده ۱۳۱۱) نماینده معمم از حوزه ارومیه آذربایجان غربی بود. او در انتخابات میاندوره مجلس شورای اسلامی در سال ۱۳۶۱ با کسب تعداد آرا: ۸۴۷۳۷ رای برابر با ۵۰/۲ درصد آرا وارد اولین دوره مجلس شورای اسلامی شد. پیش از او حسنی امام جمعه ارومیه نماینده این شهرستان بود که در چهاردهم مرداد ۱۳۶۱ به دلیل دشواری در تصدی همزمان نمایندگی و امامت جمعه از نمایندگی استعفا داد. در بیست و ششم مرداد مجلس به پذیرش استعفای او رأی داد
اعتبارنامه انزابی در اولین دوره مجلس شورای اسلامی به دلیل داشتن ارتباط با سید حسن حجت عضو هیئت مصلحین حوزه علمیه و معمم اخباری مسلک مورد اعتراض واقع شد.
نادر قاضی پور نماینده ارومیه در دوره های هشتم ، نهم و دهم مجلس شورای اسلامی داماد او می‌باشد.